# Joerg Kressig
Joerg Felix Kressig (* 19. August 1962 in Laufen BL, Schweiz) ist ein ehemaliger Schweizer Ansager, Moderator und Synchronsprecher. Heute ist er Visagist und Unternehmer.

## Leben
Joerg Kressig hat zwei ältere Brüder. Seine ersten journalistischen Erfahrungen in der Lokalpresse machte er 15-jährig. Mit 19 Jahren schloss er das Gymnasium (Typus B) ab. Mit 19 wurde er Ansager im Schweizer Fernsehen, Übersetzer und Synchronsprecher. Ab 1987 war er Redaktor der Frauensendung Diagonal. Er kommentierte mehrere Male die Miss-Schweiz-Wahlen. Von 1987 bis 1992 moderierte er bei Radio Z das Schönheitsmagazin Chic und die Sendung Partnerwahl und war auch in der Morgenschiene zu hören.
Er arbeitet als Visagist und Unternehmer für Schönheitsprodukte, Fotograf und Buchautor. Für die Illustrierte Glückspost ist er seit 1995 für die Rubrik "Vorher-Nachher" verantwortlich (Make-Up und Fotoshooting).